# 圣巴泰勒米德贝勒加德
圣巴泰勒米-德贝勒加德（法語：Saint-Barthélemy-de-Bellegarde，法語發音：[sɛ̃ baʁtelemi də bɛlɡaʁd]）是法国多尔多涅省的一个市镇，位于该省西部，属于佩里格区。

## 地理
圣巴泰勒米-德贝勒加德（45°4'40"N, 0°12'37"E）面积33.12 平方千米，位于法国新阿基坦大区多爾多涅省，该省份为法国西南部内陆省份，是法國本土面积第三大的省，大致对应佩里戈尔地区，北起顺时针与夏朗德省、上维埃纳省、科雷兹省、洛特省、洛特-加龙省、吉倫特省和滨海夏朗德省接壤。
与圣巴泰勒米-德贝勒加德接壤的市镇（或旧市镇、城区）包括：埃舒尼亚克、蒙蓬-梅内斯泰罗勒、圣米歇尔德杜布勒、圣洛朗德索姆、埃居朗德和加尔德德伊、塞尔旺什。
圣巴泰勒米-德贝勒加德的时区为UTC+01:00、UTC+02:00（夏令时）。

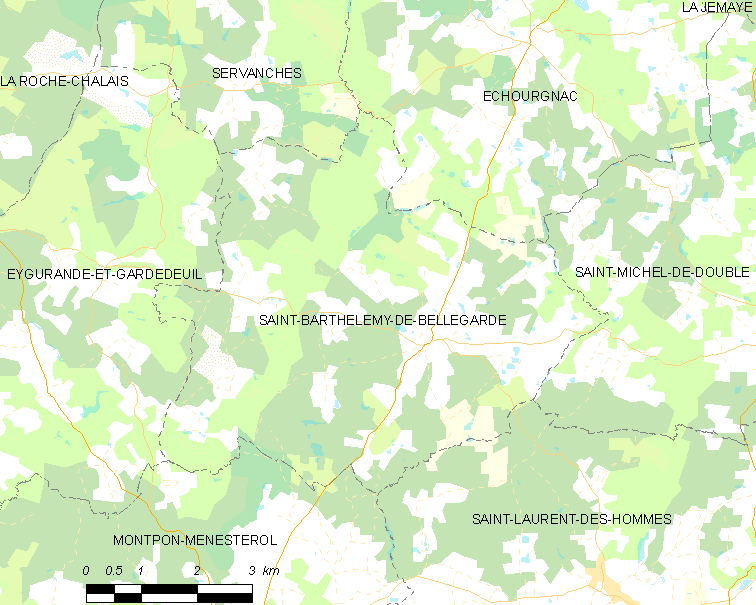
圣巴泰勒米-德贝勒加德的OSM定位图

## 行政
圣巴泰勒米-德贝勒加德的邮政编码为24700，INSEE市镇编码为24380。

## 政治
圣巴泰勒米-德贝勒加德所属的省级选区为蒙蓬-梅内斯泰罗勒县。

## 人口
圣巴泰勒米-德贝勒加德于2022年1月1日时的人口数量为506人。

1962-2008年间圣巴泰勒米-德贝勒加德人口变化图示